# Celikah
Celikah is een bestuurslaag in het regentschap Ogan Komering Ilir van de provincie Zuid-Sumatra, Indonesië. Celikah telt 4626 inwoners (volkstelling 2010).